# Sąd podkomorski
Sąd podkomorski – szlachecki sąd w dawnej Polsce. Ukształtował się w XIV wieku i utrzymał się do końca I Rzeczypospolitej. Wyodrębnił się w Małopolsce, a w XV wieku zaistniał w Wielkopolsce.
Był właściwy tylko szlachcie osiadłej, od 1523 roku (wydania Formulae processus) stanowiąc jeden z trzech, obok sądu ziemskiego i grodzkiego, sądów pierwszej instancji w systemie sądownictwa szlacheckiego.
Urzędował pod przewodnictwem podkomorzego lub jego zastępcy. Był właściwy w sprawach o granice nieruchomości. Zbierał się w miejscu wytyczenia granicy.